# خريسيبوس
خريسيبوس الصُّولَوِيّ (باليونانية: Χρύσιππος ὁ Σολεύς، يُلفَظ: خريسيبوس هو سوليوس؛ نحو 279-206 قبل الميلاد)، فيلسوف يوناني رواقي. يعود أصله إلى صولي في قيليقية، لكنه انتقل إلى أثينا حين كان شابًا، حيث أصبح تلميذًا لكليانثس في المدرسة الرواقية. حين مات كليانثس في حوالي العام 230 قبل الميلاد، أصبح خريسيبوس ثالث رئيس للمدرسة. بصفته كاتبًا غزير المؤلفات، وسع خريسيبوس المذاهب الأساسية لزينون الرواقي، وهو مؤسس المدرسة، ما أكسب خريسيبوس لقب المؤسس الثاني للرواقية.
برع خريسيبوس في المنطق ونظرية المعرفة والأخلاقيات والفيزياء. ابتكر نظامًا جديدًا للمنطق الافتراضي من أجل فهم أفضل لعمل الكون ودور البشرية فيه. التزم برؤية حتمية للقدر، لكنه مع ذلك بحث في دور الحرية الشخصية في الفكر والعمل. آمن أن الأخلاق تعتمد على فهم طبيعة الكون، ودرّس العلاج بالتخلص من العواطف الجامحة التي تثبط الروح وتسحقها. بدأ بفضله نجاح الرواقية بصفتها واحدة من أكثر الحركات الفلسفية تأثيرًا لقرون في العالم اليوناني والروماني.
لم ينجُ من أعماله المكتوبة سوى الفتات. في الآونة الأخيرة، عُثر على أجزاء من بعض أعماله بين برديات هيركولانيوم.

## حياته
ولد خريسيبوس بن أبولونيوس الطرسوسي من أصل فينيقي في صولي، قيليقية. كان ذي مكانة اجتماعية متدنية، واشتهر بأنه تدرب بصفته عداء للمسافات الطويلة. في سنين شبابه، فقد ممتلكاته الهامة الموروثة، إذ صودرت لخزينة الملك. انتقل خريسيبوس إلى أثينا وتتلمذ على يد كليانثس الذي كان آنذاك رئيسًا (شولارش) للمدرسة الرواقية. يُعتقد أنه حضر دورات أركسيلاوس وخلفه لاسيدس في الأكاديمية الأفلاطونية.
انغمس خريسيبوس بشغف في دراسة النظام الرواقي. بلغت سمعته في التعلم بين معاصريه مبلغًا كبيرًا. اشتهر بجرأته الفكرية وثقته بنفسه وظهر اعتماده على قدرته الخاصة، إلى جانب أشياء أخرى، في الطلب الذي افتُرض أنه قدمه لكليانثس، قائلًا: «أعطني المبادئ، وسوف أجد البراهين بنفسي». خلف كليانثس كرئيس للمدرسة الرواقية بعد وفاته في حوالي 230 قبل الميلاد.
كان خريسيبوس كاتبًا غزير الإنتاج. يُقال إنه نادرًا ما أنهى يومه دون كتابة 500 سطر، وألف أكثر من 705 عملًا. دفعته رغبته في الشمول إلى أخذ طرفي النقاش بعين الاعتبار واتهمه خصومه بملء كتبه باقتباسات الآخرين. كان يُنظر إليه على أنه مستفيض وغامض في أقواله ومهمل في أسلوبه، لكن حظيت قدراته بتقدير كبير، وأصبح يُنظر إليه على أنه قوة بارزة في المدرسة.
توفي خلال الأولمبياد 143 (عام 208-204 قبل الميلاد) عن عمر ناهز 73 عامًا. قدم ديوجانس اللايرتي روايتين مختلفتين عن وفاته. في الرواية الأولى، أصيب خريسيبوس بالدوار بعد أن شرب نبيذًا غير مخفف في وليمة، ومات بعد فترة وجيزة. في الرواية الثانية، قيل إنه شاهد حمارًا يأكل بعضًا من التين وصرخ: «الآن أعطِ الحمار شرابًا من النبيذ النقي ليغسل التين»، ومات حينها إثر نوبة من الضحك. أقام ابن أخيه أريستوكريون تمثالًا على شرفه في كيراميكوس. خلف خريسيبوس في رئاسة المدرسة الرواقية تلميذه زينو الطرسوسي.
لم ينجُ من أعماله المكتوبة سوى الأجزاء المقتبسة في أعمال مؤلفين لاحقين مثل شيشرون وسينيكا وجالينوس وفلوطرخس وغيرهم. في الآونة الأخيرة، عُثر على أجزاء من كتاب أسئلة منطقية وحول العناية الإلهية بين برديات هيركولانيوم. قد يتواجد أيضًا عمل ثالث لخريسيبوس بين البرديات.

## الله
كان يؤمن بالله، ويعتقد أن الكون هو الله، وأكد خريسيبوس أن الكون نفسه هو الله وفيض عالمي من روحه.

## وفاته
توفي خلال الأولمبياد 143 (208-204 قبل الميلاد) وقد ناهز 73 سنة من العمر. ولكن ديوجين Laërtius يعطي تحليلين وروايتين مختلفين عن وفاته. في الرواية الأول، إنه أغمي عليه وهو سكران بسبب الدوخة من شرب نبيذ مخفف شربه في وليمة، وتوفي بعد فترة وجيزة. في الرواية الثاني، قال انه كان يراقب حمار يأكل بعض التين وصرخ: "الآن أعطي الحمار شرابا من الخمر النقي لغسل بطنه من التين"، وعندها مات في نوبة من الضحك.

## روابط خارجية
- خريسيبوس على موقع الموسوعة البريطانية (الإنجليزية)